# Jean-Baptiste Le Carpentier
Pour les articles homonymes, voir Le Carpentier.
Jean-Baptiste Le Carpentier, né le 1er juin 1759 à Helleville (Manche) et mort au Mont-Saint-Michel le 27 janvier 1829, est une personnalité politique normande.

## Biographie

### Avant la Révolution
Jean-Baptiste Lecarpentier est le fils de Marin Lecarpentier (1723-1796), cultivateur aisé du Cotentin et officier public de la mairie d'Helleville, et a pour frère Augustin-René Lecarpentier (1762-1846), curé de Flamanville.
Ses parents l'envoient au petit séminaire à Valognes. Il entre à 17 ans comme clerc chez un notaire valognais.

### Sous la Révolution
En 1789, ayant acheté un cabinet d'affaires, Jean-Baptiste Le Carpentier est huissier à Valognes. Enthousiaste pour les idées révolutionnaires, il crée une société populaire, Les Amis de la Constitution. En 1790, il entre au conseil municipal et est désigné comme chef de la garde nationale locale. En 1792, il est élu membre du Conseil de la Manche et député de la Convention. Il siège aux côtés des Montagnards, hostile aux Girondins. Lors du procès de Louis XVI, il vote la mort du roi. En août 1793, la Convention l'envoie en mission afin d'activer la conscription dans les départements de la Manche et de l'Orne. Chargé de la défense de Granville contre l'armée vendéenne, il exhorte la population à la résistance lors du siège de la ville en novembre. Il organise également la défense de Cherbourg et de Saint-Lô.

#### Laréaction thermidorienne
Envoyé en mission à Port-Malo, il apprend la chute de Robespierre le 13 thermidor an II (31 juillet 1794) envoie une proclamation le 17 à la Convention Nationale de réjouissance partielle. Il est rappelé sur ordonnance du Comité de salut public le 19. La montagne attaquée, il invoque pour sa défense la résistance et l'organisation mises en place lors du siège de Granville. Il est arrêté après l'insurrection du 1er prairial an III et est emprisonné au château du Taureau avec Bourbotte, Duroy, Duquesnoy, Goujon, Romme, Soubrany. Le Carpentier évite le sort de ces derniers qui sont exécutés et connus comme les "derniers montagnards" ou "les martyrs de Prairial". Il est alors transféré dans une prison de Brest. Lors de la séparation de la Convention le 26 octobre 1795, il bénéficie d'une amnistie votée par l'Assemblée. Le montagnard est de retour à Valognes où il ouvre un cabinet de consultations juridiques.

### Sous la Restauration
Au retour des Bourbons, il est exilé comme régicide, en 1816 ; il trouve refuge sur l'île de Guernesey, mais en est refoulé par les autorités britanniques. Le Carpentier revient de façon clandestine dans la Manche, se cachant dans le canton des Pieux. Le préfet de la Manche, Charles-Achille de Vanssay, et le ministre de la police, Élie Decazes, mettent sa tête à prix. Ils tentent de soudoyer d'hypothétiques complices de l'ancien conventionnel. Un paysan est condamné à dix-huit ans de prison ferme pour l'avoir hébergé. Après trois années de recherches, il est arrêté, avec son fils, chez un paysan de la région de Cherbourg, le 7 novembre 1819. Selon les informations de la préfecture, Le Carpentier donnait des cours aux jeunes gens des campagnes environnantes et était devenu l'homme de confiance de nombreux paysans. Elle mentionne également un comportement séditieux : 
« Le Carpentier cherchait à propager dans les cantons où il s'était réfugié de coupables principes et s'efforçait d'inspirer aux crédules habitants qui lui donnaient asile, des alarmes et des inquiétudes sur les intentions du gouvernement du Roi à l'égard des ventes des domaines nationaux, du rétablissement de la dîme, des droits féodaux, [...]».
 Le préfet de Vanssay, scandalisé ajoute qu'il paraît constant qu'il était l'instigateur des divisions qui ont éclaté dans quelques communes,. Condamné à la prison à perpétuité, il meurt dans la prison du Mont-Saint-Michel. Le registre de catholicité de l'ancien député décrit qu'il a été inhumé civilement en présence de plusieurs personnes ; un nota bene écrit : “Cet immondice hideux est mort comme il a vécu”. 
« Comme il n’a pu donner avant de mourir aucun signe de repentir, il est mort sans sacrements ; il a été enterré civilement. On a cru devoir, avant de livrer aux vers l’hideuse dépouille de ce monstre, lui couper la tête pour l’étudier d’après le système de Gall ».
 Son corps est enterré dans le cimetière d'Ardevon et son crâne conservé dans un lieu inconnu du Mont-Saint-Michel.